# Halogeton
Halogeton é um género botânico pertencente à família Amaranthaceae.

## Espécies
- Halogeton sect. Agathophora
- Halogeton acutifolius
- Halogeton alopecuroides
  - Halogeton alopecuroides var. papillosa
- Halogeton arachnoideus
- Halogeton georgicus
- Halogeton glomeratus
- Halogeton glomeratus
  - Halogeton glomeratus var. glomeratus
  - Halogeton glomeratus var. tibeticus
- Halogeton kashmirianus
- Halogeton monandrus
- Halogeton oppositiflorus
- Halogeton sativus
- Halogeton spinosissimus
- Halogeton strobilaceum
- Halogeton tamariscifolia
- Halogeton tibeticus